# ( )
( ) è il terzo album in studio del gruppo musicale islandese Sigur Rós, pubblicato il 28 ottobre 2002 dalla FatCat Records

## Descrizione
Il disco si compone di otto brani senza titolo (sebbene il gruppo stesso abbia assegnato dei titoli provvisori in fase di lavorazione) e risulta diviso in due parti distinte: i primi quattro brani sono caratterizzate da sonorità «leggere e ottimistiche», mentre i restanti risultano più «rudi e malinconici». Le due parti sono divise da 36 secondi di silenzio.
Tutti i brani di questo disco sono cantati in Vonlenska, lingua inventata dal gruppo.
La cantante islandese Björk ha contribuito al pianoforte in brano Untitled #3 (Samskeyti). Una versione alternativa di Untitled #4 (Njósnavélin) è stata usata per l'ultima scena del film Vanilla Sky, mentre Untitled #7 (Dauðalagið) è stata utilizzata per il trailer di lancio del videogioco Dead Space.

## Tracce
Testi e musiche di Sigur Rós.
1. Untitled (Vaka) – 6:38
2. Untitled (Fyrsta) – 7:33
3. Untitled (Samskeyti) – 6:33
4. Untitled (Njósnavélin) – 6:56
5. Untitled (Álafoss) – 9:57
6. Untitled (E-Bow) – 8:48
7. Untitled (Dauðalagið) – 13:00
8. Untitled (Popplagið) – 11:45

CD bonus nella riedizione del 2022
1. Untitled #9 - Smáskifa 1 – 4:38
2. Untitled #9 - Smáskifa 2 – 2:47
3. Untitled #9 - Smáskifa 3 – 4:22
4. Untitled #7 (Jacobs Studio Sessions) – 11:09
5. Untitled #8 (Jacobs Studio Sessions) – 13:14
6. Untitled #6 (Jacobs Studio Sessions) – 8:02

## Formazione
Gruppo
- Jón Þór Birgisson – voce, chitarra, tastiera
- Kjartan Sveinsson – tastiera, chitarra
- Georg Hólm – basso, tastiera, glockenspiel
- Orri Páll Dýrason – batteria, tastiera

Altri musicisti
- Amiina
  - María Huld Markan – violino
  - Edda Rún Ólafsdóttir – violino
  - Ólöf Júlía Kjartansdóttir – viola
  - Sólrún Sumarliðadóttir – violoncello

Produzione
- Sigur Rós – produzione
- Kenneth Vaughan Thomas – ingegneria del suono, missaggio, coproduzione
- Marco Migliari – assistenza tecnica
- Mandy – mastering

## Classifiche
| Classifica (2022) | Posizione massima |
| ----------------- | ----------------- |
| Australia         | 49                |
| Austria           | 53                |
| Belgio (Fiandre)  | 33                |
| Belgio (Vallonia) | 50                |
| Danimarca         | 24                |
| Finlandia         | 24                |
| Francia           | 19                |
| Germania          | 33                |
| Irlanda           | 17                |
| Norvegia          | 6                 |
| Paesi Bassi       | 59                |
| Regno Unito       | 49                |
| Svezia            | 50                |
| Svizzera          | 86                |